# I Am Nemesis
I Am Nemesis è l'ottavo album del gruppo musicale tedesco Caliban, pubblicato da Century Media Records il 3 febbraio 2012.

## Tracce
Musica scritta da Marc Görtz.
Testi scritti da Andreas Dörner, tranne dove notato.
1. We Are the Many – 4:01
2. The Bogeyman – 3:08
3. Memorial – 4:19
4. No Tomorrow – 3:26
5. Edge of Black – 4:58 (testo: Benny Richter)
6. Davy Jones – 4:06 (testo: Marc Görtz)
7. Deadly Dream – 4:02
8. Open Letter – 3:38
9. Dein R3.ich – 3:30
10. Broadcast to Damnation – 3:32
11. This Oath – 3:29
12. Modern Warfare – 3:22
13. Pulse (The Mad Capsule Markets cover) (Japanese Bonus track)) – 3:07